# Кайзер, Джордж
Джордж Брюс Кайзер (англ. George Bruce Kaiser; 29 июля 1942 года, Талса, Оклахома, США) — американский предприниматель, миллиардер. Председатель правления BOK Financial Corporation. На июнь 2025 года занимает 154-е место в списке богатейших людей мира.

## Ранние годы
Джордж Брюс Кайзер родился 29 июля 1942 года в Талсе, штат Оклахома. Отец Джорджа, Герман Георг Кайзер, был адвокатом в высшем земельном суде Берлина Каммергерихт до 1933 года, когда нацисты уволили его из-за того, что он был евреем. Затем он с женой Кейт переехал в Росток, где работал в компании EMSA-Werke своего тестя Макса Самуэля. В 1937 году Герман Кайзер бежал в Англию, куда его жена и дочь приехали в сентябре следующего года. В 1940 году все трое эмигрировали в Соединённые Штаты. Они поселились в Талсе, где уже жили тётя и дядя Германа. Тот присоединился к бизнесу дяди по бурению нефтяных скважин, основав Kaiser-Francis Oil Co. Герман умер 14 октября 1992 года в возрасте 88 лет.
Джордж учился в Центральной старшей школе Талсы. В 1964 году он получил степень бакалавра в Гарвард-колледже, в 1966 году — степень магистра делового администрирования в Гарвардской школе бизнеса. Раздумывал о поступлении на дипломатическую службу, но вместо этого вернулся в Талсу, чтобы работать на своего отца. 

## Бизнес
Кайзер возглавил Kaiser-Francis Oil Co. в 1969 году после того, как у его отца случился сердечный приступ. В то время Kaiser-Francis Oil Co. была малоизвестной частной компанией по разведке и бурению нефтяных скважин. В статье Билла Эллисона из Sunlight Foundation, опубликованной в 2011 году, анализировалась деловая деятельность Кайзера и использование им законных стратегий уклонения от уплаты налогов, в том числе то, как во время кризиса 1980-х годов в нефтяной промышленности Оклахомы и Техаса Кайзер скупал энергетические компании, чьи убытки обеспечивали ему налоговые вычеты, которые фактически компенсировали его собственный доход и оставили его практически без налоговых обязательств. Под руководством Джорджа к 2010 году компания стала 23-й по величине непубличной энергетической геологоразведочной компанией в США. По оценкам Bloomberg News, в том году компания заработала около 217 миллионов долларов.
В 1990 году Кайзер выкупил Банк Оклахомы у Федеральной корпорации по страхованию вкладов. Несмотря на депрессивное состояние банка, он был достаточно крупен, чтобы разом включить Кайзера в список Форбс 400. С тех пор он расширил BOK, превратив компанию с 20 филиалами, расположенную исключительно в Оклахоме, в банк стоимостью 23,9 миллиарда долларов с операциями в девяти штатах. Ему принадлежит 61,5% акций компании. По состоянию на 2007 год доля участия Кайзера в BOK оценивалась в 2,3 миллиарда долларов. В 2008 году, когда его текущее состояние оценивалось примерно в 12 миллиардов долларов, он был признан журналом Forbes 20-м богатейшим человеком в Америке и самым богатым человеком в Оклахоме. В марте 2009 года, на фоне общего мирового экономического спада, Forbes сообщил, что состояние Кайзера сократилось до 9 миллиардов долларов, что сделало его 43-м богатейшим человеком мира. По состоянию на июнь 2025 год состояние Джорджа оценивалось в 15,1 миллиарда долларов.
В апреле 2014 года Кайзер выкупил долю Тома Л. Уорда в Professional Basketball Club, инвестиционной группе, возглавляемой Клэем Беннеттом, которая владеет клубом Национальной баскетбольной ассоциации «Оклахома-Сити Тандер», а также его филиалом в Джи-Лиге «Оклахома-Сити Блю».

## Филантропия
Кайзер занимал третье место в списке 50 крупнейших американских филантропов, составленном журналом Businessweek в 2008 году, после Уоррена Баффета и Фонда Билла и Мелинды Гейтс. Среди его начинаний — борьба с детской бедностью через Семейный фонд Джорджа Кайзера; он также является крупным благотворителем еврейской общины в Оклахоме, насчитывающей около 5000 человек. Он активно занимается продвижением дошкольного образования. Семейный фонд Кайзера также является крупнейшим спонсором Общественного фонда Талсы, который Кайзер основал в 1998 году, поскольку считал, что историческая зависимость Талсы от неорганизованных частных пожертвований со стороны богатых семей больше не эффективна. Начав с пожертвований от семнадцати местных филантропов, к 2006 году этот фонд стал крупнейшим фондом местного сообщества в Соединённых Штатах, и в настоящее время его активы составляют около четырех миллиардов долларов.
Семейный фонд Кайзера финансировал Национальный институт энергетической политики, некоммерческую организацию по энергетической политике, расположенную при Университете Талсы, президентом которой с момента её основания является бывший губернатор Аляски Тони Ноулз, а директором — бывший член Палаты представителей США Брэд Карсон. В январе 2009 года Кайзер привлёк внимание после того, как заявил комитету Палаты представителей штата Оклахома, что штату следует отменить или сократить налоговые льготы для нефтяной и газовой промышленности и вместо этого использовать деньги на программы здравоохранения или образования или на снижение налогов для других налогоплательщиков.

## Политическая деятельность
В 2004 году в статье The Wall Street Journal сообщалось, что данные о взносах в предвыборную кампанию показали, что Кайзер пожертвовал 10 000 долларов кандидатам от Демократической партии за каждые 1000 долларов, которые он пожертвовал кандидатам от Республиканской партии. Кайзер участвовал в сборе средств для президентской кампании Барака Обамы в 2008 году и выступал в качестве её организатора. На одном из мероприятий в поддержку Обамы в 2007 году он собрал более 250 000 долларов.

## Личная жизнь
Был женат дважды. Его первой женой была Бетти Юден, борец за грамотность, которая более 7000 часов работала волонтёром в рамках программы повышения грамотности библиотеки Талсы. Бетти умерла в 2002 году. У пары было трое детей: Филип, Лия и Эмили. У них также есть пятеро внуков: Шай, Эйтан, Эйдан, Илан и Бен. 
Его вторая жена — Майра Блок, куратор, специалист по текстильному искусству и основательница 108 Contemporary. Она дочь другого нефтяника и филантропа из Талсы Чарльза Гудолла. 
Племянник Кайзера — актёр Тим Блейк Нельсон.